# علي رضا جليلي
علي رضا جليلي لقمان (مواليد 9 فبراير 1979) هو لاعب كرة قدم إيراني لعب مع نادي تراكتور سازي في دوري المحترفين الإيراني.

## روابط خارجية
- علي رضا جليلي على موقع قاعدة بيانات كرة القدم.إي يو (الإنجليزية)
- علي رضا جليلي على موقع قاعدة بيانات كرة القدم.إي يو (الإنجليزية)